# Cleònim d'Atenes
Cleònim (en llatí Cleonymus, en grec antic Κλεώνυμος) fou un orador atenenc enemic d'Aristòfanes, que el considerava un pestilent, diminut, golós, perjuri i covard, com l'acusa a l'obra Els ocells. Sembla que l'any 424 aC en una batalla, Cleònim va deixar caure el seu escut i va fugir.